# Фредерик
Вижте пояснителната страница за други значения на Фредерик.
Фредерик (на английски: Frederick) е град в Мериленд, Съединени американски щати, административен център на окръг Фредерик. Фредерик е вторият по големина град в щата след Балтимор, а населението му е 71 408 (по приблизителна оценка от 2017 г.).
Във Фредерик умира изобретателят Джон Атанасов (1903 – 1995).